# Chesham (métro de Londres)
Chesham est une station de la Metropolitan line, du métro de Londres. C'est le terminus de la branche Chesham, en zone 9 hors de la limite du Grand Londres. Elle est située à Chesham dans le district Chiltern, sur le territoire du Comté de Buckinghamshire.

## Situation sur le réseau
Terminus nord de la branche Chesham de la Metropolitan line.

## Histoire
La station est mise en service le 8 juillet 1889 par le Metropolitan Railway.

## À proximité
- Chesham